# Alloclubionoides napolovi
Alloclubionoides napolovi là một loài nhện trong họ Amaurobiidae.
Loài này thuộc chi Alloclubionoides. Alloclubionoides napolovi được miêu tả năm 1999 bởi Ovtchinnikov.